# Lago de Engolasters

O lago de Engolasters (em catalão:  Estany d'Engolasters) é um lago de Andorra. Situa-se na paróquia de Encamp a uma altitude de 1616 m e é formado por uma depressão glacial. Fica perto de Andorra-a-Velha, a capital de Andorra.
A água do lago é de um azul profundo e é drenada por uma bacia formada pelas serras dos Pirenéus cobertas de neve. O vale formado pelos rios que drenam a bacia oferecem uma vista maravilhosa, com prados verdes e bosques ricos de pinheiros perto da periferia do lago. A fonte de água do lago é dos rios Valira del Este e Madriu.